# 카트린 마이스너
카트린 마이스너(독일어: Katrin Meißner, 1973년 1월 17일 ~ )는 동독의 전직 수영 선수이다.
베를린에서 태어난 마이스너는 15세의 나이로 1988년 서울 올림픽에 참가하여 3개의 메달을 획득하였는 데 400m 혼계영과 400m 자유형 계주에서 우승했고, 50m 자유형에서 3위를 했다.
그녀는 2001년 후쿠오카에서 열린 세계 수영 선수권 대회에 출전하여 400m 자유형 계주에서 금메달을 획득했다.

## 참조
- sports-reference